# ماریسا گاریدو
ماریسا گاریدو (اسپانیایی: Marissa Garrido‎; زادهٔ ۳۰ مهٔ ۱۹۲۶ – ۸ ژانویه ۲۰۲۱) نویسنده و نمایشنامه‌نویس اهل مکزیک بود.
 موفق‌ترین اثر او La leona در سال ۱۹۶۱ بود.
 او خواهر بازیگر مکزیکی آمپارو گاریدو بود.